# László Schäffer
László Schäffer (* 19. Juli 1893 in Uschgorod; † 28. Mai 1979 in Los Angeles) war ein ungarischer Kameramann.
Er kam schon in jungen Jahren nach Budapest und arbeitete dort als Fotograf. Während des Ersten Weltkrieges wurde er Kameramann und ging 1920 nach Berlin. An der Seite von Fritz Arno Wagner drehte er dort die Schauergeschichte Schloß Vogelöd.
Ein weiterer Höhepunkt in Schäffers Laufbahn war der Einsatz als einer von mehreren Kameraleuten in Walter Ruttmanns experimentellem Dokumentarfilm Berlin – Die Sinfonie der Grosstadt. 1929 drehte er mit Carl Junghans den sozialkritischen Streifen So ist das Leben.
Nach der „Machtergreifung“ der Nationalsozialisten 1933 kehrte der jüdischstämmige Schäffer nach Budapest zurück. Dort stand er noch einige Male hinter der Kamera, bis er 1939 in die USA emigrierte. Er ließ sich in der Filmmetropole Los Angeles nieder, erhielt aber keine seinem Beruf entsprechenden Aufträge.

## Filmografie
| - 1921: Schloß Vogelöd - 1921: Das Mädchen aus dem Sumpf - 1922: Jiu-Jitsu-Meisterin - 1922: Der Mann mit der eisernen Maske - 1924: Graf Chargon - 1926: Die Unschuld ohne Kleid - 1926: Die Piraten der Ostseebäder - 1927: Die glühende Gasse - 1927: Berlin – Die Sinfonie der Großstadt - 1928: Polnische Wirtschaft - 1928: Die letzte Galavorstellung des Zirkus Wolfsohn - 1928: Rasputins Liebesabenteuer - 1928: Spelunke | - 1929: Gefahren der Brautzeit - 1929: Sturmflut der Liebe - 1929: Was kostet Liebe? - 1929: Ins Blaue hinein - 1929: Möblierte Zimmer - 1929: So ist das Leben (Takový je zivot) - 1930: Verklungene Träume - 1932: Rok 1914 - 1932: Puszcza - 1935: Iglói diákok - 1936: Zivatar Kemenespusztán - 1936: Hortobágy, mit Georg Höllering - 1936: Rubber |